# 小翠灰蝶
小翠灰蝶（學名：Chrysozephyrus disparatus），又名裂斑金灰蝶、臺灣綠小灰蝶、雲南綠灰蝶臺灣亞種、裂斑綠灰蝶、台灣綠小灰蝶、雲南綠灰蝶台灣亞種。

## 描述
本種為中型灰蝶，具明顯雌雄二型性，成蝶前翅長17-21 mm。
雄蝶：全身褐色，頭部與複眼被毛，額中央有白色細紋。觸角深褐帶白環，下唇鬚白色夾褐，前伸漸尖。胸背與腹背深褐，腹面亮白。足白色，跗節有深褐帶，前足跗節癒合、末端尖彎。前翅呈三角形，後翅具尾突。翅背面底色褐，覆金屬綠色鱗，具黃綠光澤，翅緣帶黑褐邊，後翅外緣有藍線紋。翅腹面淡褐，有白色中央線，後翅呈W形。前翅亞外緣具深褐鑲白紋，後翅有白帶與弦月紋，臀區與CuA1室各具黑斑與橙紋。緣毛白色。
雌蝶：複眼疏被毛，前足跗節不癒合。翅背面底色褐，翅紋變異大，分為無紋（O型）、具藍紫亮紋（B型）、具橙紋（A型）、或同時具藍紫與橙紋（AB型），以AB型最常見。腹面褐色，翅中央有白線，後翅呈W形。翅中室端與外緣有暗色與模糊白紋，前翅亞外緣後段有暗紋。臀區有黑橙小紋，CuA1室具眼狀斑。前翅緣毛褐色，後翅外褐內白。

## 分佈
分布於臺灣本島中海拔地區，另見於中國大陸南部、印度東北部及中南半島。

## 棲地
棲息於常綠闊葉林，一年一代，成蝶出現於夏季。幼蟲以殼斗科櫟屬植物新芽為食，冬季以卵態越冬，卵產於寄主植物休眠芽基部附近。
寄主植物包括青剛櫟、錐果櫟、毽子櫟、狹葉櫟、小西氏石櫟、大葉石櫟等。